# Air São Tomé and Príncipe
Air São Tomé and Príncipe (Linhas Aéreas de São Tomé e Príncipe, Lda) va ser una aerolínia amb base a São Tomé, São Tomé i Príncipe. Operava serveis regulars amb les illes veïnes i amb Gabon. La seva base principal era l'Aeroport Internacional de São Tomé. Va perdre la seva única aeronau en un accident en 2006.

## Història
L'aerolínia va ser fundada i va començar a operar l'1 d'octubre de 1993. Va substituir l'antiga companyia de bandera Equatorial International Airlines. Va ser propietat de TAP Portugal (40%), el govern de São Tomé i Príncipe (35%) i Mistral Voyages (1%).

## Incidents i accidents
El 23 de maig de 2006 l'únic aparell d'Air São Tomé and Príncipe, un DHC-6 Twin Otter Series 300, s'estavellà a la badia d'Ana Chaves al nord-est de l'illa de São Tomé durant un vol d'entrenament. Hi va haver quatre morts, i l'avió va quedar danyat sense possibilitat de reparació.

## Flota
Air São Tomé and Príncipe operava:
- 1 DHC-6 Twin Otter Series 300 registre S9-BAL, ofert per TAP Portugal, i estavellat en 2006.